# Luciano Del Río
 Luciano Del Río (15 de marzo de 1992) es un luchador argentino de lucha grecorromana. Logró un séptimo lugar de Juegos Panamericanos de 2015. Ganó dos medallas de bronce en los Campeonatos Panamericanos, de 2015 y 2016. Vicecampeón Sudamericano de 2015.